# Richart Báez
Richart Martín Báez Fernández (* 31. Juli 1973 in Asunción) ist ein ehemaliger paraguayischer Fußballspieler.

## Karriere

### Verein
Báez begann seine Karriere bei Club Olimpia, wo er von 1993 bis 1995 und erneut von 2001 bis 2003 spielte. Danach spielte er bei Avispa Fukuoka, CF Universidad de Chile, Club América, Celaya FC, Club 12 de Octubre, CSD Municipal und Sportivo Luqueño. 2005 beendete er seine Spielerkarriere.

### Nationalmannschaft
Im Jahr 1995 debütierte Báez für die paraguayische Fußballnationalmannschaft. Er wurde in den Kader der Copa América 1995 und Weltmeisterschaft 2002 berufen. Báez bestritt insgesamt 26 Länderspiele für Paraguay.